# Hyperreella tal
Det hyperreella talsystemet är inom matematiken ett talsystem som utvidgar det reella talsystemet genom att även innehålla så kallade infinitesimaler. En positiv infinitesimal är ett tal som är mindre än alla positiva reella tal samtidigt som det är större än noll. Om {\displaystyle \epsilon } betecknar en positiv infinitesimal så gäller med andra ord att {\displaystyle 0<\epsilon <r} där {\displaystyle r} är vilket positivt reellt tal som helst. Det hyperreella talsystemet innehåller även inverser av positiva infinitesimaler - tal som är större än alla reella tal. Genom att byta tecken på positiva infinitesimaler får man negativa infinitesimaler och genom att invertera sådana får man tal som är mindre än alla reella tal.
Den grundläggande idén om infinitesimaler återfinns långt tillbaka i historien. Redan för över 2000 år sedan använde sig Arkimedes av sådana när han skulle beräkna ett bra närmevärde på pi ({\displaystyle \pi }). Infinitesimaler hade en stor betydelse i Leibniz uppbyggnad av det som senare ledde till analysen. Men det var först på 1960-talet som infinitesimaler fick en stringent matematisk grund av Abraham Robinson. I och med detta skapades en ny gren av matematiken: icke-standardanalysen. Där räknar man med hyperreella tal, vilket möjliggör en bevisföring i linje med de heuristiska argument som användes av Newton och Leibniz.

## Konstruktion av hyperreella tal
Utvidgningar av den ordnade kroppen av reella tal kan konstrueras på flera sätt. Existensen av utvidgningar följer enkelt från kompakthetssatsen i predikatlogiken. I grundläggande icke-standardanalys är det vanligen av mindre vikt vilken konstruktion man använder. I vissa tillämpningar är det emellertid av vikt att säkerställa mättnadsegenskaper hos den kropp av hyperreella tal man använder, vilket gör att ultraprodukter kommit att dominera som konstruktionsverktyg. Troligen beror detta också på att det upplevs som konkretare att utföra en konstruktion med ultraprodukter än att bara hänvisa till ett existensbevis via exempelvis kompakthetssatsen.
Trots att man i allmänhet talar om de hyperreella talen finns det inte en, utan många kroppar av hyperreella tal, beroende på att konstruktionen beror på valet av ett icke-principalt ultrafilter.